# Oreobolus strictus
Oreobolus strictus là loài thực vật có hoa trong họ Cói. Loài này được Berggr. mô tả khoa học đầu tiên năm 1877.